# Môn đồ
Môn đồ (chữ Hán: 門徒, tựa tiếng Anh: Protégé) là một bộ phim điện ảnh Hồng Kông thuộc thể loại tâm lý – tội phạm – chính kịch ra mắt vào năm 2007 do Nhĩ Đông Thăng viết kịch bản kiêm đạo diễn. Bộ phim có sự tham gia diễn xuất của các diễn viên gồm Ngô Ngạn Tổ, Lưu Đức Hoa, Trương Tịnh Sơ, Cổ Thiên Lạc và Viên Vịnh Nghi.

## Nội dung
Lý Chí Lực là một cảnh sát chìm có nhiệm vụ thâm nhập vào tổ chức buôn ma túy lớn. Trong 7 năm hoạt động, anh trở thành tay chân đắc lực cho gã trùm ma túy Lâm Côn. Tuy nhiên, trong suốt bảy năm trời làm việc cho Côn, anh vẫn không tìm được chứng cứ phạm tội của gã. Cho đến một ngày khi Côn quyết định thoái ẩn giang hồ vì bệnh nặng, gã quyết định giao lại công việc cho Lực. Côn đã thử thách Lực lần cuối với một cuộc chiến ngầm đầy trí tuệ giữa cả hai. Dần dà, Lực đã lóa mắt vì những đồng tiền kiếm được quá dễ dàng và thứ quyền lực mà anh có được, rồi đắm mình vào vai trò kẻ buôn ma túy. Cùng lúc đó, Lực cũng gặp Bành Ngọc Phấn, một bà mẹ trẻ nuôi con một mình và cũng là con nghiện ma túy, cùng với người chồng nghiện ngập đã ly hôn của cô trong cảnh nghèo đói và cạm bẫy của ma túy.
Lực phải vật lộn với những giằng xé nội tâm bởi ranh giới của công lý, lòng trung thành và sự thật không thể phân định. Trong thời gian giúp đỡ hai mẹ con Phấn, Lực đã có mối quan hệ tình cảm với Phấn. Côn có một phòng pha chế ma túy bí mật ở trong một khu chung cư. Một lần nọ, Lực bị một nhóm cảnh sát bắt giữ, họ không tin anh là cảnh sát chìm và bắt buộc anh dẫn lên phòng pha chế ma túy. Khi lên đến nơi, Lực chạy nhanh vào trong đóng cửa sắt lại ngăn chặn cảnh sát xông vào, rồi anh liều lĩnh nhảy từ ban công xuống tầng dưới, chạy thoát thành công. Vụ việc căn phòng bí mật bị cảnh sát phát hiện khiến Côn tức giận.
Trong khi đó, tên chồng cũ của Phấn tìm đến quấy rầy hai mẹ con cô. Mẹ con Phấn đành phải ở nhờ trong nhà Lực, còn Lực khuyên nhủ Phấn rằng cô nên cai nghiện trước khi quá muộn. Sau đó Lực và gia đình Côn qua Thái Lan để đi du lịch, nhưng mục tiêu chính của Côn là muốn đưa Lực đi gặp đối tác làm ăn lâu năm của gã. Người em gái của vợ Côn từ lâu đem lòng yêu Lực, đêm đó cô đã ngủ với anh. Ở Hồng Kông, tên chồng cũ của Phấn biết được hai mẹ con cô đang ở trong nhà Lực, gã xúi giục cô tiếp tục sử dụng ma túy. Ở Thái Lan, Lực và Côn được đưa vào rừng sâu để gặp người đối tác của Côn, Côn còn tâm sự rằng gã có ý định giao toàn bộ công việc buôn ma túy cho Lực quản lý. Lực về nhà nhìn thấy Phấn bị ép sử dụng ma túy cùng với tên chồng cũ nên anh tức giận đuổi hai mẹ con cô ra khỏi nhà, nhưng thực chất anh vẫn theo dõi đến cô. Không ngờ, tên chồng cũ sau đó tiêm một mũi vào cổ Phấn, việc này vô tình khiến cô chết tại chỗ. Mặc dù vậy, Lực đã có những mưu trí chuẩn xác khiến cho Côn bị cảnh sát bắt đưa về đồn. Do cảnh sát đã có nhiều chứng cứ để kết tội Côn buôn ma túy, nên gã tuyệt vọng và tự tử ngay trong nhà vệ sinh của đồn cảnh sát.
Nhiệm vụ của Lực đã hoàn thành, anh được cấp trên khen ngợi và trao trả bộ quân phục. Để trả thù cho cái chết của Phấn, Lực đã lừa tên chồng cũ của cô đi buôn ma túy với mình. Khi vừa đến Singapore, Lực cho các đồng nghiệp cảnh sát ập đến bắt giữ tên chồng cũ, nhiều ma túy được tìm thấy trong người gã và chắc chắn gã sẽ bị tử hình. Trở về Hồng Kông, Lực nhận bé Tinh Tinh – con gái của Phấn – làm con nuôi, nhưng do nhớ Côn và Phấn cũng như bị ảnh hưởng về sự ra đi của họ, nên sau này anh cũng trở thành con nghiện ma túy. May mắn thay, bé Tinh Tinh đã kịp thời ném ma túy ra xa và giúp anh nhớ lại vai trò khi xưa của mình.

## Diễn viên
- Ngô Ngạn Tổ vai Lý Chí Lực
- Lưu Đức Hoa vai Lâm Côn
- Trương Tịnh Sơ vai Bành Ngọc Phấn
- Cổ Thiên Lạc vai chồng cũ của Phấn
- Viên Vịnh Nghi vai vợ Côn
- Tạ Chỉ Đồng vai Tinh Tinh, con gái Phấn
- Hà Mỹ Điền vai em vợ của Côn
- Liêu Khải Trí vai đội trưởng đội hải quan
- Nhĩ Đông Thăng vai Miêu Chí Hoa
- Trương Tường vai người pha chế ma túy
- Đặng Đức Tường vai người pha chế ma túy
- Nirut Sirijanya vai Gen Chanchai
- Thích Ngọc Vũ vai nhân viên hải quan Singapore

## Chi tiết
Phim dựa vào tài liệu do những nhân viên cảnh sát chìm đã về hưu của sở cảnh sát cung cấp. Môn đồ phản ánh chân thật về thân phận của những nhân viên cảnh sát chìm hoạt động trong tổ chức ma túy. Phim cũng đã vẽ lên bức tranh về những tội ác mà ma túy gây ra, cũng như đã khai thác sâu hơn về mối quan hệ phức tạp trong những tổ chức đa tầng chuyên sản xuất và phân phối ma túy trên toàn thế giới.